# Sabrina Online
Sabrina Online ist ein US-amerikanischer Furry-Webcomic von Eric W. Schwartz. Im September 1996 wurde der erste Comicstrip im Internet veröffentlicht, im September 2016 wurde die Reihe nach 20 Jahren und 815 Strips beendet. Die Erscheinungsweise war monatlich, mit 3 bis 5 Comicstrips sowie einer zusätzlichen Zeichnung zu Weihnachten. Der Comicstrip wurde 2017 in einem neuen Format wiederaufgenommen.
Die Comics wurden in der britischen Computerzeitschrift Amiga Format sowie in einer jährlich erscheinenden Heftreihe nachgedruckt. Eine deutsche Webseite mit übersetzten Fassungen der Comics gibt es seit 1998. Darüber hinaus gibt es Übersetzungen auf Französisch, Italienisch, Spanisch, Russisch, Ungarisch, Portugiesisch, Polnisch und Dänisch. Die Figuren wurden zum Teil schon in den späten 1980er Jahren als Animationen auf dem Amiga veröffentlicht und zum Beispiel über die AmigaLibDisks veröffentlicht. Die Serie gewann 2001 den Web Cartoonist’s Choice Award.

## Handlung
In Sabrina Online geht es hauptsächlich um Sabrina, eine junge anthropomorphen Skunkfrau, und ihr Umfeld. Ähnlich wie bei einer Daily Soap ist die Handlung eher eine Slice of life-Geschichte ohne bestimmte Themen.

## Auszeichnungen
Sabrina gewann 2001 den Web Cartoonist’s Choice Award in der Rubrik Best Romantic Comic des Webcomic-Portals Keenspot.com. Sie war 2002 nominiert in der Kategorie Best Anthropomorphic Comic, 2003 in den Kategorien Outstanding Anthropomorphic Comic und Outstanding Romantic Comic und 2004 in der Kategorie Outstanding Anthropomorphic Comic.

## Charaktere

### Hauptrollen
Hier sind alle Figuren aufgelistet, die häufig im Comic vorkommen.
- Sabrina Skunk ist seit dem ersten Strip dabei und findet sich auf einer Computermesse wieder, um mit ihrem Amiga Internet empfangen zu können. Sie trägt eine Brille, wirkt ein wenig prüde und sammelt Transformers-Figuren. Nach ihrem Abschluss an der Kunstschule bekommt sie eine Stelle als Webseitengestalterin, die sie aber nach kurzer Zeit wieder verliert. Auf der Suche nach einer neuen Anstellung wird sie bei den Double Z Studios, einem Erotikfilmstudio, als Webdesignerin angestellt, wo sie seither beschäftigt ist.
- Amy T. Squirrel ist eine junge, selbstbewusste Eichhörnchenfrau und die beste Freundin von Sabrina. Sie ist im dritten Comicstrip zum ersten Mal zu sehen. Sie ist vermutlich ohne Anstellung und wird später Mutter eines Eichhörnchen-Wolf-Mischlings. Fast immer dabei ist ihr Ehemann Thomas.
- Thomas Woolfe ist, bis zur Hochzeit im Comicstrip 128, der Lebensgefährte von Amy Squirrel und Vater von Timothy. Amy und er lernten sich während der Schulzeit kennen und kamen so zusammen.
- Tabitha Skunk ist die deutlich jüngere Schwester von Sabrina und ist im Comicstrip 27 das erste Mal dabei, als Sabrina wieder einmal von den Eltern zum Babysitten überredet wird. Des Öfteren spielt sie eine Rolle, wenn Sabrina sie zum Babysitten abholt. Sie ist schätzungsweise 20 Jahre jünger als ihre Schwester.
- Timothy Jacbob Woolfe-Squirrel, nur Timothy genannt, ist der Sohn von Thomas Woolfe und Amy Squirrel. Im Comicstrip 121 ist er zum ersten Mal zu sehen. Da seine Geburt schon im Comicstrip 111, also im Oktober 1999, zu sehen ist und er erst im Januar 2000 auf die Welt kam, kann sein Geburtstag nicht wirklich ermittelt werden. Aufgrund seiner Eltern ist er zwar äußerlich ein Grauwolf, hat aber auch kleine Merkmale eines Eichhörnchens. Als er das Krabbeln erlernt, jagt er Küchenschaben hinterher oder zernagt Sabrinas Transformers-Figuren.
- Zig Zag, bürgerlich Frau Zumbrowski (siehe Strip 88), ist Sabrinas Chefin und Inhaberin der Double Z Studios, einem Hersteller von Pornofilmen. Sie ist bisexuell und spielt auch in den Filmen mit. Für Sabrina empfindet sie viel Zuneigung und versucht, ihr körperlich nahezukommen, bis Sabrina ihr verständlich macht, dass sie niemals eine Chance hat. Dennoch baut sie zu Sabrina ein freundschaftliches Verhältnis auf und unternimmt mit ihr freizeitliche Aktivitäten. Ihr erster Auftritt ist im Strip 81.
- Richard „R.C.“ Conrad ist ein männlicher Waschbär und ein Verehrer Sabrinas. Er trägt ebenfalls eine Brille und ist von Beruf ein Microsoft-zertifizierter Programmingenieur. Von Tabitha wird er nur „Raccoon Man“ (Waschbärmann) genannt. In Strip 62 erscheint er zum ersten Mal, allerdings nur als „Schattengestalt“; in Strip 74 erscheint er als Chatter „RC_Tech“, der Sabrina später auch per E-Mail kontaktiert. In Strip 107 treffen sich Sabrina und Richard auf einer Convention. Das Treffen ist nur von kurzer Dauer, da Thomas sie aufgrund von Amys Geburt von der Convention wegzerrt. Später treffen sie sich erneut, verlieben sich und werden ein Liebespaar. In Strip 175 haben beide ihr „erstes Mal“, was am nächsten Morgen durch Sabrinas Mitbewohner Amy und Thomas bemerkt wird.

### Nebenrollen
Als Nebenrollen sind die Figuren aufgelistet, die weniger in den Comicstrips zu sehen sind.
- Carli ist ein Chinchilla und Chatpartnerin von Sabrina. Seit Comicstrip 26 chatten sie zusammen, in Strip 105 treffen sie sich auf einer Veranstaltung von Angesicht zu Angesicht.
- Spike ist ein großer, grauer Wolf und der Verlobte von Carli. In Strip 39 sieht man ihn kurz zum ersten Mal. Erst ab Strip 107 sieht man ihn in voller Gestalt. Er kommt im Comic seltener vor als Carli.
- Max Blackrabbit, von Tabitha „Bunnyman“ (Hasenmann) genannt,  ist ein schwarzfelliger Hase und Sabrinas heimlicher Verehrer. In Comicstrip 75 hat er seinen ersten Auftritt und wenig später schleicht er sich bei Thomas und Amy als vermeintlicher Babysitter für Tabitha und Timothy ein. Später erscheint er erneut mit seiner Freundin, um Sabrina von seinen Gefühlen für sie zu erzählen. Dies ist zugleich auch sein letzter Auftritt. Es handelt sich hierbei um einen Gastauftritt des ursprünglichen Zeichners von Zig Zag.
- Eric Squirrel ist die Furry-Figur von Eric W. Schwartz. In Strip 49 trifft er während ihrer Graduierung auf Sabrina, im einhundertsten Strip, der zum Jubiläum farbig gestaltet wurde, sitzt Eric mit Zig Zag auf der Couch.
- Amys Vater, dessen Name unbekannt ist, taucht in Comicstrip 70 auf, als Amy und Thomas ihn besuchen.
- Carrie Squirrel ist die Mutter von Amy und ist nur in Comicstrip 71 zu sehen.
- Conrad und Rainflower „Rainy“ sind Richards Eltern und sind in den Strips 462 bis 470 zu sehen. Sie sind Alt-Hippies und haben eine typische „Flower-Power“-Einstellung.
- Endora und Warren Skunk sind die Eltern von Sabrina und Tabitha. In den Strips 257 und 258 sind sie zum ersten Mal zu sehen. Während Endora eher konservativ und fürsorglich bis streng gegenüber ihren Töchtern ist, ist Warren eher liberaler, besonders, als er und Richard mit Sabrina in den Double Z Studios eine Tour machen.
- Thomas’ Eltern sind nur kurz in Strip 66 zu sehen. Während man sieht, dass Thomas’ Mutter eine Füchsin ist, kann man Thomas’ Vater wegen seiner monströsen Größe kaum sehen. Er ist nur von der Brust bis zum Lendenbereich zu sehen.

## Veröffentlichungen
- Sabrina Online Portfolio (United Publications)
- Sabrina Online Year 1 - Sabrina Online Year 12 (United Publications)
- Sabrina Online „A Decade in Black & White“ (United Publications)
- Amiga Format
- New Amigans
- Amiga Future